# Konklawe 1829
Konklawe 23 lutego – 31 marca 1829 – konklawe, w wyniku którego następcą Leona XII został Pius VIII.

## Śmierć Leona XII
Papież Leon XII zmarł 10 lutego 1829. Papież ten podjął wiele pożytecznych inicjatyw (m.in. restaurował Uniwersytet Gregoriański, objął patronat nad pracami archeologicznymi na Forum Romanum, prowadził działalność charytatywna na dużą skalę) i utrzymywał dobre stosunki z europejskimi mocarstwami, nie był jednak popularny z uwagi na reakcyjną politykę wewnętrzną (zwł. klerykalizację rządów). Uroczystości pogrzebowe odbyły się 15 lutego w bazylice watykańskiej.

## Lista uczestników
W konklawe wzięło udział 50 z 58 żyjących kardynałów, w tym 42 Włochów, pięciu Francuzów i po jednym Hiszpanie, Niemcu i Maltańczyku:
- Giulio Maria della Somaglia (nominacja kardynalska 1 czerwca 1795) – kardynał biskup Ostia e Velletri; komendatariusz kościoła prezbiterialnego S. Lorenzo in Damaso; dziekan Świętego Kolegium Kardynałów; wicekanclerz Świętego Kościoła Rzymskiego; sekretarz Świętej Kongregacji Rzymskiej i Powszechnej Inkwizycji; archiprezbiter bazyliki laterańskiej; prefekt Świętej Kongregacji ds. Ceremoniału; prefekt Świętej Kongregacji ds. Obrzędów; bibliotekarz Świętego Kościoła Rzymskiego
- Bartolomeo Pacca (23 lutego 1801) – kardynał biskup Porto e Santa Rufina e Civitavecchia; subdziekan Świętego Kolegium Kardynałów; prodatariusz Jego Świątobliwości; prefekt Świętej Kongregacji ds. Korekty Ksiąg Obrządków Wschodnich
- Pietro Francesco Galleffi (11 lipca 1803) – kardynał biskup Albano; archiprezbiter bazyliki watykańskiej; prefekt Fabryki Świętego Piotra; kamerling Świętego Kościoła Rzymskiego; komendatariusz opactwa terytorialnego Subiaco
- Tommaso Arezzo (8 marca 1816) – kardynał biskup Sabiny; legat apostolski w Ferrarze
- Francesco Saverio Castiglioni (8 marca 1816) – kardynał biskup Frascati; penitencjariusz większy; prefekt Świętej Kongregacji Indeksu
- Francesco Bertazzoli (10 marca 1823) – kardynał biskup Palestriny; prefekt Świętej Kongregacji ds. Studiów
- Giuseppe Firrao (23 lutego 1801) – kardynał prezbiter S. Eusebio; protoprezbiter Świętego Kolegium Kardynałów
- Luigi Ruffo Scilla (23 lutego 1801) – kardynał prezbiter S. Martino ai Monti; arcybiskup Neapolu
- Joseph Fesch (17 stycznia 1803) – kardynał prezbiter S. Lorenzo in Lucina; komendatariusz kościoła prezbiterialnego S. Maria della Vittoria; arcybiskup Lyonu i prymas Galii
- Carlo Oppizzoni (26 marca 1804) – kardynał prezbiter S. Bernardo alle Terme; arcybiskup Bolonii
- Pietro Gravina (8 marca 1816) – kardynał prezbiter S. Lorenzo in Panisperna; arcybiskup Palermo
- Giuseppe Morozzo Della Rocca (8 marca 1816) – kardynał prezbiter S. Maria degli Angeli alle Terme; arcybiskup Novary
- Benedetto Naro (8 marca 1816) – kardynał prezbiter S. Clemente; prefekt Świętej Kongregacji ds. Dyscypliny Zakonnej; archiprezbiter bazyliki liberiańskiej
- Emmanuele de Gregorio (8 marca 1816) – kardynał prezbiter S. Alessio; prefekt Świętej Kongregacji ds. Soboru Trydenckiego; archimandryta Messyny
- Giorgio Doria Pamphili (8 marca 1816) – kardynał prezbiter S. Cecilia; wielki przeor zakonu joannitów w Rzymie
- Fabrizio Sceberras Testaferrata (8 marca 1816) – kardynał prezbiter S. Pudenziana; arcybiskup Senigalli
- Anne-Antoine-Jules de Clermont-Tonnerre (2 grudnia 1822) – kardynał prezbiter SS. Trinita al Monte Pincio; arcybiskup Tuluzy
- Giovanni Francesco Falzacappa (10 marca 1823) – kardynał prezbiter S. Maria in Trastevere; prefekt Trybunału Apostolskiej Sygnatury Sprawiedliwości
- Antonio Pallotta (10 marca 1823) – kardynał prezbiter S. Silvestro in Capite.
- Carlo Maria Pedicini (10 marca 1823) – kardynał prezbiter S. Maria della pace; prefekt Świętej Kongregacji ds. Kościelnych Immunitetów
- Ercole Dandini (10 marca 1823) – kardynał prezbiter S. Balbina; prefekt Świętej Kongregacji Dobrego Rządu
- Carlo Odescalchi (10 marca 1823) – kardynał prezbiter Ss. XII Apostoli; prefekt Świętej Kongregacji ds. Biskupów i Zakonników
- Placido Zurla OSBCam (10 marca 1823) – kardynał prezbiter S. Croce in Gerusalemme; tytularny arcybiskup Edessy; wikariusz generalny diecezji rzymskiej; prefekt Świętej Kongregacji ds. Rezydencji Biskupów; przewodniczący Świętej Kongregacji ds. Wizytacji Apostolskich
- Anne-Louis-Henri de La Fare (16 maja 1823) – kardynał prezbiter S. Maria in Transpontina; arcybiskup Sens; minister stanu Królestwa Francji
- Giovanni Battista Bussi (3 maja 1824) – kardynał prezbiter S. Pancrazio; arcybiskup Benewentu
- Bonaventura Gazzola OSMRef (3 maja 1824) – kardynał prezbiter S. Bartolomeo all’Isola; biskup Montefiascone e Corneto
- Karl Kajetan Gaisruck (27 września 1824) – kardynał prezbiter bez tytułu; arcybiskup Mediolanu
- Lodovico Micara OFMCap (20 grudnia 1824) – kardynał prezbiter Ss. IV Coronati; generał zakonu kapucynów
- Gustave-Maximilien-Juste de Croÿ-Solre (21 marca 1825) – kardynał prezbiter bez tytułu; arcybiskup Rouen
- Mauro Alberto Cappellari OSBCam (21 marca 1825) – kardynał prezbiter S. Callisto; prefekt generalny Świętej Kongregacji Rozkrzewiania Wiary
- Jean-Baptist-Marie-Anne-Antoine de Latil (13 marca 1826) – kardynał prezbiter bez tytułu; arcybiskup Reims
- Pietro Caprano (2 października 1826) – kardynał prezbiter Ss. Nereo ed Achilleo
- Giacomo Giustiniani (2 października 1826) – kardynał prezbiter Ss. Pietro e Marcellino; arcybiskup Imoli
- Vincenzo Macchi (2 października 1826) – kardynał prezbiter Ss. Giovanni e Paolo; legat apostolski w Rawennie i prolegat apostolski w Forlì
- Giacomo Filippo Fransoni (2 października 1826) – kardynał prezbiter S. Maria in Aracoeli
- Benedetto Barberini (2 października 1826) – kardynał prezbiter bez tytułu
- Giovanni Antonio Benvenuti (2 października 1826) – kardynał prezbiter bez tytułu; biskup Osimo e Cingoli
- Ignazio Nasalli (25 czerwca 1827) – kardynał prezbiter S. Agnese fuori le mura
- Joachim-Jean-Xavier d’Isoard (25 czerwca 1827) – kardynał prezbiter S. Pietro in Vincoli; arcybiskup Auch
- Antonio Domenico Gamberini (15 grudnia 1828) – kardynał prezbiter bez tytułu; biskup Orvieto
- Giuseppe Albani (23 lutego 1801) – kardynał diakon S. Maria in Via Lata; protodiakon Świętego Kolegium Kardynałów; sekretarz ds. Brewe Apostolskich; legat apostolski w Bolonii; protektor Austrii i królestwa Sardynii
- Giovanni Caccia-Piatti (8 marca 1816) – kardynał diakon Ss. Cosma e Damiano; prefekt Trybunału Apostolskiej Sygnatury Łaski
- Pietro Vidoni (8 marca 1816) – kardynał diakon S. Nicola in Carcere Tulliano
- Agostino Rivarola (1 października 1817) – kardynał diakon S. Maria ad Martyres; prefekt Świętej Kongregacji ds. Wód, Bagien Pontyjskich i Doliny Chiana
- Cesare Guerrieri Gonzaga (27 września 1819) – kardynał diakon S. Adriano; prosekretarz ds. Memoriałów
- Antonio Maria Frosini (10 marca 1823) – kardynał diakon S. Maria in Cosmedin; prefekt Świętej Kongregacji ds. Odpustów i Świętych Relikwii
- Tommaso Riario Sforza (10 marca 1823) – kardynał diakon S. Maria in Domnica; kamerling Świętego Kolegium Kardynałów
- Tommaso Bernetti (2 października 1826) – kardynał diakon S. Cesareo in Palatio; sekretarz stanu Stolicy Apostolskiej; prefekt Świętej Konsulty; prefekt Świętej Kongregacji ds. Sanktuarium w Loreto; prefekt Świętej Kongregacji ds. Ekonomicznych; przewodniczący Kongregacji ds. Renowacji Bazyliki S. Paolo fuori le mura
- Belisario Cristaldi (2 października 1826) – kardynał diakon bez tytułu; komendatariusz opactwa terytorialnego Farfa
- Juan Francisco Marco y Catalán (15 grudnia 1828) – kardynał diakon S. Agata alla Suburra

30 elektorów mianował Pius VII, 19 Leon XII, a jednego (dziekana della Somaglia) jeszcze Pius VI.

### Nieobecni
Ośmiu kardynałów (trzech Włochów,  dwóch Hiszpanów, austriacki Niemiec, Słowak i Portugalczyk) nie przybyło na konklawe:
- Cesare Brancadoro (23 lutego 1801) – kardynał prezbiter S. Agostino; arcybiskup Fermo
- Francesco Cesarei Leoni (8 marca 1816) – kardynał prezbiter S. Maria del Popolo; biskup Jesi
- Rudolf Johann Habsburg (4 czerwca 1819) – kardynał prezbiter S. Pietro in Montorio; arcybiskup Ołomuńca
- Patrício da Silva OESA (27 września 1824) – kardynał prezbiter bez tytułu; patriarcha Lizbony
- Teresio Maria Carlo Vittorio Ferrero della Marmora (27 września 1824) – kardynał prezbiter bez tytułu
- Pedro Inguanzo Rivero (20 grudnia 1824) – kardynał prezbiter bez tytułu; arcybiskup Toledo i prymas Hiszpanii
- Francisco Javier de Cienfuegos y Jovellanos (13 marca 1826) – kardynał prezbiter bez tytułu; arcybiskup Sewilli
- Alexander Rudnay Divékújfalusi (2 października 1826) – kardynał prezbiter bez tytułu; arcybiskup Esztergom i prymas Węgier

Pięciu z nich mianował Leon XII, a trzech Pius VII.

## Podziały frakcyjne
Kolegium Kardynalskie dzieliło się na frakcje konserwatywnych Gorliwych i bardziej liberalnych tzw. Progresistów. Do tej drugiej frakcji zaliczano też przedstawicieli katolickich mocarstw, co czyniło ją mniej spójną z uwagi na rozbieżne interesy katolickich dworów.
Za głównych papabile uważano kardynałów Pacca, Gregorio i Castiglioni. Gregorio należał do partii Gorliwych, natomiast Paccę i Castiglioniego zaliczano do obozu Progresistów.

## Konklawe
Konklawe rozpoczęło się 23 lutego na Kwirynale z udziałem 37 kardynałów. 27 lutego dotarli kardynałowie Arezzo, Morozzo i Macchi. 2 marca na konklawe wszedł kardynał Ruffo Scilla, 6 marca Gaisruck, 7 marca Albani, 12 marca Firrao, de Latil i Isoard, 13 marca de Croy i de la Fare, 26 marca Gravina a jako ostatni 28 marca na konklawe wszedł francuski kardynał Clermont-Tonnerre ustalajac liczbę elektorów na 50.
Początkowo forsowano dwie kandydatury. Francuzi i Gorliwi głosowali na kardynała de Gregorio, natomiast większość Progresistów na kardynała Paccę, którego rząd francuski nie akceptował. Impas trwał przez kilka tygodni, aż do momentu, gdy inicjatywę przejął kardynał Giuseppe Albani, oficjalny przedstawiciel Austrii. Zaproponował on kardynała-biskupa Frascati Francesco Castiglioni, byłego współpracownika sekretarza stanu Piusa VII Ercole Consalviego. Castiglioni miał duże szanse na wybór już na poprzednim konklawe, wówczas jednak odrzuciła go frakcja Gorliwych. Tym razem Albaniemu udało się przełamać wszelkie opory wobec tej kandydatury, w czym zapewne pomógł fakt, że niespełna 68-letni Castiglioni był słabego zdrowia i spodziewano się, że będzie panował krótko.

## Wybór Piusa VIII
31 marca, po pięciu tygodniach obrad, kardynał Castiglioni uzyskał 47 głosów i zaakceptował wybór, przyjmując imię Pius VIII, na cześć Piusa VII, który mianował go kardynałem. 5 kwietnia został uroczyście koronowany przez protodiakona Giuseppe Albaniego, swojego głównego promotora na konklawe. Castiglioni był ostatnim kardynałem-biskupem wybranym na papieża do czasu wyboru Josepha Ratzingera w 2005 roku.

## Wyniki głosowań
Wyniki poszczególnych głosowań są znane dzięki zachowanym zapiskom ceremoniarza papieskiego Pietro Dardano, które opublikowano drukiem w 1879. Łącznie odbyło się ich 72, gdyż każdego dnia odbywały się po dwa głosowania - jedno poranne i drugie wieczorne, a 31 marca odbyły się dwa głosowania poranne, gdyż pierwsze unieważniono z przyczyn proceduralnych. Każde głosowanie składało się z fazy skrutynium oraz późniejszego pisemnego akcesu. W zapiskach Pietro Dardano podana jest jedynie suma głosów z obu faz, przez co często liczba oddanych głosów jest większa od liczby elektorów
| Data      | Głosowanie poranne | Głosowanie wieczorne |
| --------- | --- | --- |
| 24 lutego | della Somaglia 2 Pacca 10 Galeffi 2 Castiglioni 11 De Gregorio 9 Clermont 1 Gazzola 1 Cappellari 7 Giustiniani 3 Macchi 1 Benvenuti 1 Gamberini 1 Riario 1                                  | della Somaglia 2 Pacca 6 Galeffi 3 Castiglioni 10 De Gregorio 8 Clermont 1 Odescalchi 1 Zurla 1 Cappellari 7 Giustiniani 2 Benvenuti 1 Fransoni 1 Riario 2               |
| 25 lutego | della Somaglia 3 Pacca 6 Galeffi 1 Castiglioni 8 Bertazzoli 1 Opizzoni 1 De Gregorio 8 Clermont 1 Cappellari 7 Giustiniani 2 Benvenuti 2 Gamberini 1 Fransoni 2 Isoard 1 Nasalli 1 Riario 3 | della Somaglia 4 Pacca 5 Galeffi 2 Castiglioni 7 Bertazzoli 2 Opizzoni 1 De Gregorio 9 Clermont 2 Cappellari 7 Giustiniani 2 Benvenuti 1 Gamberini 1 Fransoni 1 Riario 5 |
| 26 lutego | della Somaglia 1 Pacca 5 Galeffi 2 Castiglioni 8 Bertazzoli 1 Opizzoni 1 De Gregorio 8 Clermont 1 Zurla 5 Cappellari 6 Benvenuti 1 Gamberini 1 Fransoni 3 Testaferrata 1 Riario 1           | della Somaglia 1 Pacca 5 Galeffi 2 Castiglioni 9 Opizzoni 1 De Gregorio 9 Clermont 1 Pedicini 2 Zurla 4 Cappellari 6 Benvenuti 3 Fransoni 2 Riario 2                     |
| 27 lutego | della Somaglia 2 Pacca 5 Castiglioni 9 De Gregorio 10 Clermont 1 Odescalchi 1 Zurla 3 Cappellari 5 Benvenuti 2 Fransoni 3 Riario 4 Cristaldi 2                                              | della Somaglia 2 Pacca 6 Galeffi 1 Castiglioni 9 Bertazzoli 2 Opizzoni 1 De Gregorio 9 Clermont 1 Zurla 2 Cappellari 7 Benvenuti 2 Fransoni 2 Riario 3 Cristaldi 2       |
| 28 lutego | della Somaglia 3 Pacca 6 Galeffi 2 Castiglioni 11 Opizzoni 1 De Gregorio 13 Clermont 1 Zurla 3 Cappellari 6 Benvenuti 4 Fransoni 3 Riario 2                                                 | della Somaglia 3 Pacca 6 Galeffi 1 Castiglioni 13 Opizzoni 1 De Gregorio 12 Clermont 1 Zurla 5 Cappellari 6 Benvenuti 3 Fransoni 5 Riario 3                              |
| 1 marca   | della Somaglia 2 Pacca 5 Galeffi 2 Castiglioni 11 Opizzoni 1 De Gregorio 12 Clermont 1 Zurla 4 Cappellari 6 Giustiniani 3 Macchi 1 Fransoni 2 Riario 2                                      | della Somaglia 2 Pacca 4 Galeffi 1 Castiglioni 12 Opizzoni 1 De Gregorio 14 Clermont 1 Odescalchi 2 Zurla 3 Cappellari 6 Benvenuti 3 Gamberini 2 Fransoni 2 Riario 2     |
| 2 marca   | della Somaglia 2 Pacca 5 Galeffi 1 Castiglioni 13 Opizzoni 1 De Gregorio 15 Clermont 1 Zurla 4 Cappellari 5 Benvenuti 5 Gamberini 1 Fransoni 3 Riario 2                                     | della Somaglia 2 Pacca 7 Galeffi 1 Castiglioni 13 Opizzoni 1 De Gregorio 15 Clermont 1 Zurla 4 Cappellari 6 Benvenuti 4 Fransoni 2 Riario 2                              |
| 3 marca   | della Somaglia 3 Pacca 5 Galeffi 1 Castiglioni 12 Opizzoni 1 De Gregorio 16 Clermont 1 Zurla 3 Cappellari 9 Macchi 1 Benvenuti 2 Fransoni 2 Riario 2                                        | della Somaglia 2 Pacca 5 Galeffi 1 Castiglioni 13 Opizzoni 1 De Gregorio 16 Clermont 1 Zurla 3 Cappellari 9 Macchi 1 Benvenuti 3 Fransoni 1 Riario 3                     |
| 4 marca   | della Somaglia 2 Pacca 5 Castiglioni 15 Opizzoni 1 De Gregorio 15 Clermont 1 Zurla 3 Cappellari 9 Macchi 1 Benvenuti 2 Fransoni 2 Riario 2                                                  | della Somaglia 1 Pacca 6 Galeffi 1 Castiglioni 12 De Gregorio 17 Clermont 1 Zurla 3 Cappellari 9 Macchi 1 Benvenuti 2 Fransoni 1 Riario 4                                |
| 5 marca   | della Somaglia 1 Pacca 6 Galeffi 2 Castiglioni 15 De Gregorio 19 Clermont 1 Zurla 3 Cappellari 9 Benvenuti 3 Fransoni 1 Riario 3                                                            | della Somaglia 1 Pacca 5 Castiglioni 14 De Gregorio 20 Clermont 1 Zurla 3 Cappellari 6 Macchi 1 Benvenuti 3 Fransoni 1 Riario 2                                          |
| 6 marca   | della Somaglia 2 Pacca 6 Galeffi 2 Castiglioni 13 De Gregorio 24 Clermont 1 Zurla 3 Cappellari 3 Macchi 1 Benvenuti 2 Fransoni 1 Riario 2                                                   | della Somaglia 1 Pacca 6 Castiglioni 13 De Gregorio 22 Clermont 1 Cappellari 5 Macchi 1 Benvenuti 2 Fransoni 1 Riario 2                                                  |
| 7 marca   | della Somaglia 2 Pacca 8 Galeffi 1 Arezzo 1 Castiglioni 13 De Gregorio 18 Clermont 1 Zurla 3 Cappellari 5 Macchi 1 Benvenuti 2 Riario 2                                                     | della Somaglia 2 Pacca 7 Galeffi 1 Arezzo 2 Castiglioni 15 De Gregorio 14 Clermont 1 Zurla 3 Cappellari 6 Macchi 1 Benvenuti 6 Riario 2                                  |
| 8 marca   | della Somaglia 4 Pacca 6 Galeffi 1 Arezzo 2 Castiglioni 15 De Gregorio 15 Clermont 1 Zurla 3 Cappellari 8 Macchi 1 Benvenuti 3 Riario 2                                                     | della Somaglia 5 Pacca 8 Galeffi 1 Arezzo 1 Castiglioni 13 De Gregorio 16 Clermont 1 Pedicini 2 Zurla 3 Cappellari 6 Giustiniani 2 Benvenuti 4 Riario 1                  |
| 9 marca   | della Somaglia 2 Pacca 8 Galeffi 1 Arezzo 1 Castiglioni 14 De Gregorio 15 Clermont 1 Zurla 3 Cappellari 5 Giustiniani 2 Macchi 1 Benvenuti 5 Riario 1                                       | della Somaglia 2 Pacca 5 Galeffi 1 Arezzo 2 Castiglioni 14 Bertazzoli 3 De Gregorio 15 Clermont 1 Zurla 2 Cappellari 5 Giustiniani 1 Macchi 1 Benvenuti 6 Riario 1       |
| 10 marca  | della Somaglia 3 Pacca 8 Galeffi 1 Arezzo 1 Castiglioni 13 Bertazzoli 2 Opizzoni 2 De Gregorio 15 Clermont 1 Odescalchi 1 Cappellari 7 Giustiniani 2 Macchi 1 Benvenuti 6 Riario 1          | della Somaglia 4 Pacca 7 Galeffi 1 Arezzo 1 Castiglioni 13 De Gregorio 16 Clermont 1 Pedicini 1 Zurla 2 Cappellari 5 Giustiniani 2 Macchi 2 Benvenuti 5 Riario 1         |
| 11 marca  | della Somaglia 3 Pacca 6 Galeffi 1 Castiglioni 16 Bertazzoli 2 De Gregorio 15 Clermont 1 Cappellari 6 Giustiniani 1 Macchi 2 Benvenuti 6 Riario 1                                           | della Somaglia 3 Pacca 7 Galeffi 1 Castiglioni 15 Bertazzoli 2 De Gregorio 15 Clermont 1 Zurla 2 Cappellari 7 Giustiniani 1 Macchi 2 Benvenuti 6 Riario 1                |
| 12 marca  | della Somaglia 1 Pacca 9 Galeffi 1 Castiglioni 15 Bertazzoli 3 De Gregorio 14 Clermont 1 Zurla 2 Cappellari 3 Giustiniani 1 Macchi 5 Benvenuti 7 Riario 1                                   | della Somaglia 2 Pacca 8 Galeffi 1 Castiglioni 15 Bertazzoli 2 De Gregorio 16 Zurla 2 Cappellari 3 Giustiniani 1 Macchi 1 Riario 1                                       |
| 13 marca  | della Somaglia 4 Pacca 7 Galeffi 1 Castiglioni 16 Bertazzoli 3 De Gregorio 16 Clermont 1 Zurla 2 Cappellari 3 Giustiniani 2 Macchi 7 Benvenuti 5 Riario 1                                   | della Somaglia 3 Pacca 7 Galeffi 1 Castiglioni 18 Bertazzoli 2 De Gregorio 15 Clermont 1 Zurla 2 Cappellari 5 Giustiniani 2 Macchi 6 Benvenuti 4 Riario 1                |
| 14 marca  | della Somaglia 3 Pacca 8 Galeffi 1 Castiglioni 19 Bertazzoli 2 Opizzoni 2 De Gregorio 16 Clermont 1 Zurla 2 Cappellari 7 Giustiniani 3 Macchi 4 Benvenuti 2 Riario 1                        | della Somaglia 2 Pacca 8 Galeffi 1 Castiglioni 23 Bertazzoli 2 De Gregorio 16 Clermont 1 Zurla 1 Cappellari 7 Giustiniani 2 Macchi 4 Benvenuti 6 Riario 1                |
| 15 marca  | della Somaglia 1 Pacca 16 Galeffi 1 Castiglioni 24 Bertazzoli 2 De Gregorio 17 Clermont 1 Zurla 2 Cappellari 5 Giustiniani 2 Macchi 5 Benvenuti 3 Riario 1                                  | della Somaglia 2 Pacca 11 Galeffi 1 Castiglioni 23 Bertazzoli 2 De Gregorio 17 Clermont 1 Zurla 2 Cappellari 6 Giustiniani 3 Macchi 5 Benvenuti 3 Riario 1               |
| 16 marca  | Pacca 7 Castiglioni 23 Bertazzoli 1 De Gregorio 18 Clermont 1 Zurla 2 Cappellari 7 Giustiniani 4 Macchi 5 Benvenuti 4 Riario 1                                                              | della Somaglia 3 Pacca 9 Castiglioni 19 Bertazzoli 1 De Gregorio 15 Clermont 1 Zurla 2 Cappellari 8 Giustiniani 8 Macchi 5 Benvenuti 4 Riario 1                          |
| 17 marca  | della Somaglia 3 Pacca 11 Castiglioni 22 Bertazzoli 1 De Gregorio 16 Clermont 1 Zurla 2 Cappellari 4 Macchi 5 Benvenuti 3 Riario 1                                                          | della Somaglia 4 Pacca 11 Castiglioni 24 Bertazzoli 1 De Gregorio 16 Clermont 1 Zurla 2 Cappellari 4 Giustiniani 4 Macchi 6 Benvenuti 3 Riario 1                         |
| 18 marca  | della Somaglia 2 Pacca 11 Castiglioni 23 De Gregorio 15 Clermont 1 Zurla 3 Cappellari 3 Giustiniani 5 Macchi 5 Benvenuti 5 Riario 1                                                         | della Somaglia 2 Pacca 11 Castiglioni 23 Bertazzoli 2 De Gregorio 17 Clermont 1 Zurla 2 Cappellari 4 Giustiniani 3 Macchi 4 Benvenuti 6 Riario 1                         |
| 19 marca  | della Somaglia 2 Pacca 13 Galeffi 1 Castiglioni 20 Bertazzoli 1 De Gregorio 16 Clermont 1 Zurla 2 Cappellari 6 Giustiniani 2 Macchi 3 Benvenuti 4 Riario 1                                  | della Somaglia 1 Pacca 17 Galeffi 1 Castiglioni 19 De Gregorio 15 Clermont 1 Zurla 2 Cappellari 5 Giustiniani 3 Macchi 4 Benvenuti 4 Riario 1                            |
| 20 marca  | della Somaglia 4 Pacca 19 Castiglioni 22 De Gregorio 18 Clermont 1 Zurla 2 Cappellari 5 Giustiniani 1 Benvenuti 3 Riario 1                                                                  | della Somaglia 3 Pacca 19 Castiglioni 22 De Gregorio 18 Clermont 1 Cappellari 5 Giustiniani 1 Macchi 3 Benvenuti 3 Riario 1                                              |
| 21 marca  | della Somaglia 3 Pacca 17 Castiglioni 22 De Gregorio 18 Clermont 1 Zurla 2 Cappellari 4 Macchi 2 Benvenuti 5 Riario 1                                                                       | della Somaglia 3 Pacca 17 Castiglioni 21 De Gregorio 18 Zurla 2 Cappellari 4 Macchi 2 Benvenuti 4 Riario 1                                                               |
| 22 marca  | della Somaglia 3 Pacca 14 Castiglioni 23 De Gregorio 19 Clermont 1 Zurla 1 Cappellari 6 Giustiniani 2 Macchi 2 Benvenuti 4 Riario 1                                                         | della Somaglia 3 Pacca 13 Castiglioni 24 De Gregorio 10 Clermont 1 Zurla 1 Cappellari 11 Giustiniani 2 Macchi 3 Benvenuti 10                                             |
| 23 marca  | della Somaglia 2 Pacca 11 Castiglioni 24 De Gregorio 17 Clermont 1 Zurla 2 Cappellari 15 Giustiniani 2 Macchi 2 Benvenuti 2                                                                 | della Somaglia 2 Pacca 13 Castiglioni 24 De Gregorio 15 Zurla 2 Cappellari 16 Giustiniani 1 Macchi 2 Benvenuti 2                                                         |
| 24 marca  | della Somaglia 2 Pacca 12 Castiglioni 23 De Gregorio 14 Clermont 1 Zurla 1 Cappellari 13 Giustiniani 1 Benvenuti 3 Fransoni 1                                                               | della Somaglia 2 Pacca 9 Castiglioni 24 De Gregorio 13 Clermont 1 Zurla 1 Cappellari 14 Giustiniani 1 Macchi 2 Benvenuti 3 Fransoni 1                                    |
| 25 marca  | Galeffi 2 Castiglioni 23 Bertazzoli 1 De Gregorio 4 Clermont 1 Zurla 1 Cappellari 22 Giustiniani 1 Benvenuti 2                                                                              | della Somaglia 2 Pacca 10 Galeffi 4 Castiglioni 23 Bertazzoli 1 De Gregorio 7 Clermont 1 Zurla 1 Cappellari 21 Giustiniani 1 Macchi 1 Benvenuti 2                        |
| 26 marca  | della Somaglia 1 Pacca 12 Galeffi 5 Castiglioni 24 Bertazzoli 1 De Gregorio 7 Clermont 1 Zurla 1 Cappellari 20 Giustiniani 1 Macchi 1 Benvenuti 1                                           | della Somaglia 2 Pacca 12 Castiglioni 23 De Gregorio 24 Clermont 1 Cappellari 15 Giustiniani 2 Macchi 1 Benvenuti 1                                                      |
| 27 marca  | della Somaglia 8 Pacca 7 Castiglioni 23 De Gregorio 23 Clermont 1 Cappellari 14 Giustiniani 2 Macchi 1 Benvenuti 1                                                                          | della Somaglia 7 Pacca 7 Castiglioni 23 De Gregorio 22 Clermont 1 Cappellari 14 Giustiniani 3 Macchi 1 Benvenuti 1                                                       |
| 28 marca  | della Somaglia 8 Pacca 7 Castiglioni 24 Bertazzoli 1 De Gregorio 21 Clermont 1 Cappellari 11 Giustiniani 2 Benvenuti 1 Fransoni 1                                                           | della Somaglia 6 Pacca 8 Castiglioni 24 De Gregorio 22 Clermont 1 Cappellari 12 Giustiniani 2 Macchi 1 Benvenuti 2                                                       |
| 29 marca  | della Somaglia 8 Pacca 5 Castiglioni 25 De Gregorio 22 Clermont 1 Cappellari 11 Giustiniani 3 Benvenuti 1 Fransoni 1                                                                        | della Somaglia 8 Pacca 3 Castiglioni 25 De Gregorio 23 Clermont 1 Cappellari 11 Giustiniani 3 Benvenuti 2                                                                |
| 30 marca  | della Somaglia 6 Pacca 5 Castiglioni 25 De Gregorio 23 Cappellari 12 Giustiniani 3 Macchi 1 Benvenuti 1 Fransoni 1                                                                          | della Somaglia 4 Pacca 5 Castiglioni 25 De Gregorio 22 Cappellari 11 Giustiniani 3 Benvenuti 1 Fransoni 1                                                                |
| 31 marca  | I tura (unieważniona) della Somaglia 6 Castiglioni 35 De Gregorio 20 Fransoni 1 II tura Castiglioni 47 De Gregorio 2 Fransoni 1                                                             | |